# Extra Aircraft

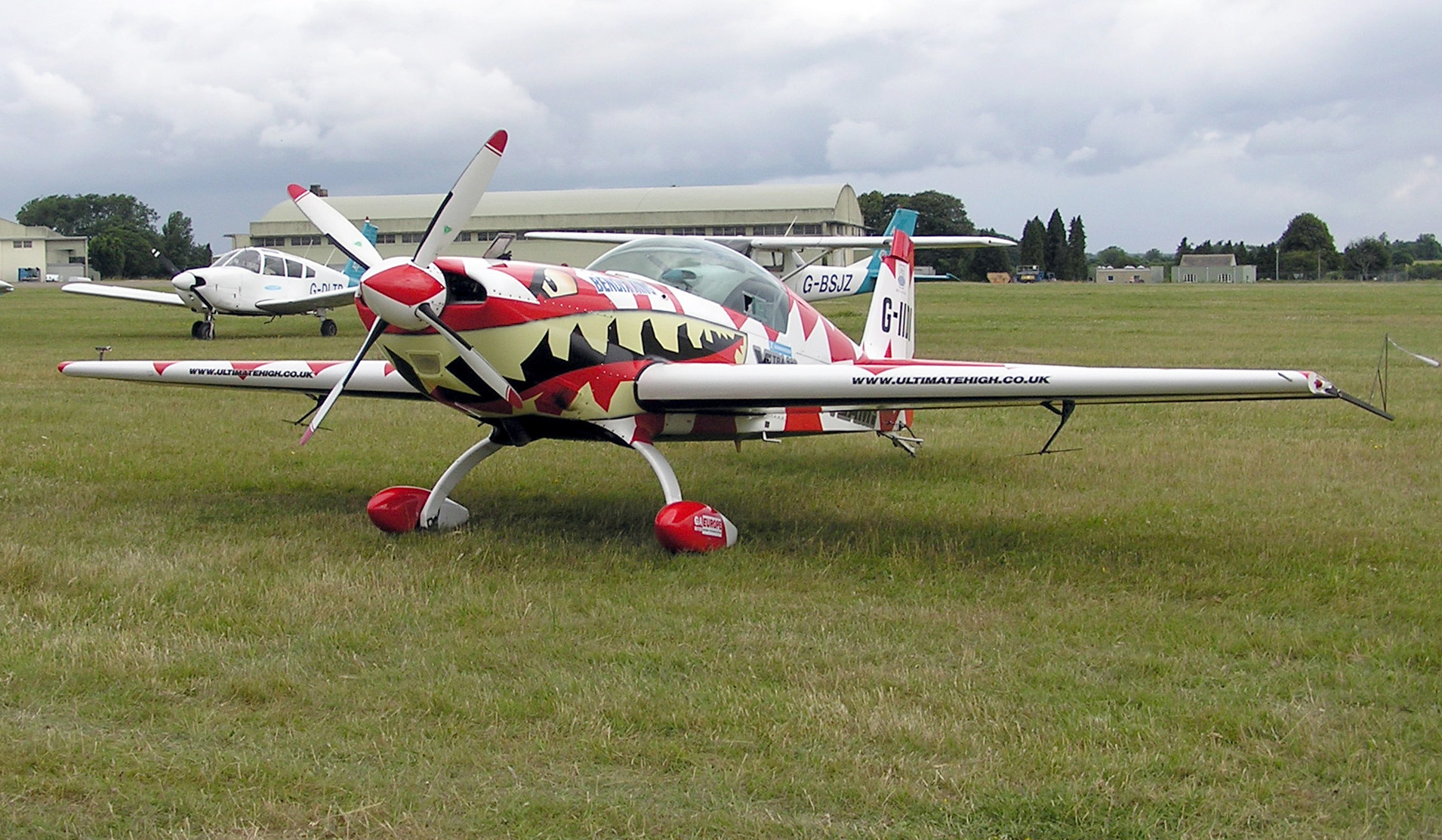
Um Extra EA-300

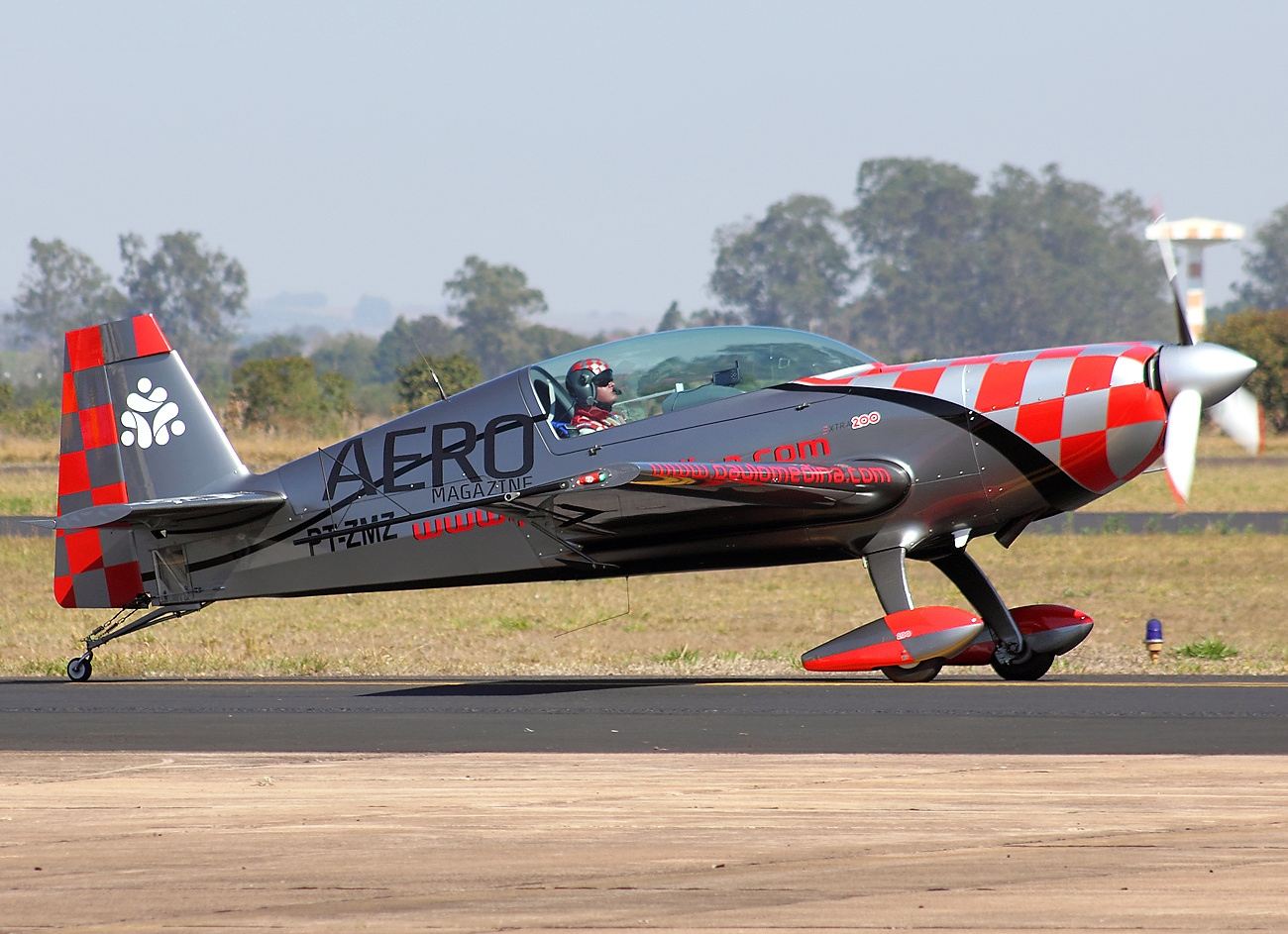
Um EA-200K no Brasil.

A  Extra Aircraft é uma fabricante de aviões criada em 1980  na Alemanha. Fundada por Walter Extra, um piloto acrobata, para projetar e desenvolver sua própria aeronave de acrobacias aéreas. A empresa atualmente está localizada em Dinslaken, no aeródromo em Hünxe, Renânia do Norte-Vestfália, na Alemanha.

## Produtos

### Acrobacia
- Extra EA-200
- Extra EA-230
- Extra EA-260
- Extra EA-300
- Extra EA-330

### Utilitários
- Extra EA-330-LT
- Extra EA-400
- Extra EA-500